# Liste der Bodendenkmäler in Lünen
Diese Liste der Bodendenkmäler in Lünen führt die Bodendenkmale der Stadt Lünen (Kreis Unna) auf. Sie gibt den Stand vom Oktober 2017 wieder.
| Nr. | Beschreibung                                                 | Ortsteil       | Lagebezeichnung | Baujahr/ Entstehungszeit | Eintragung | Bild |
| --- | ------------------------------------------------------------ | -------------- | --------------- | ------------------------ | ---------- | ---- |
| 1   | Bodendenkmal wurde gelöscht                                  |                |                 |                          |            |      |
| 2   | Römisches Uferkastell u. germanische Siedlung Beckinghausen, | Beckinghausen  |                 | 1. Jahrhundert n. Chr.   | 29.08.1991 |      |
| 3   | Haus Oberfelde                                               | Niederaden     | An der Gräfte   |                          | 10.10.1986 |      |
| 4   | Landwehr                                                     | Gahmen         |                 |                          | 10.10.1986 |      |
| 5   | Landwehr                                                     | Lippholthausen |                 |                          | 10.10.1986 |      |
| 6   | Landwehr „Auf dem Rühenbeck“                                 | Lippholthausen |                 |                          | 09.04.1991 |      |
| 7   | Landwehr, ehem. Haus Buddenburg                              | Lippholthausen |                 |                          | 22.08.1990 |      |